# Tejado Dorado

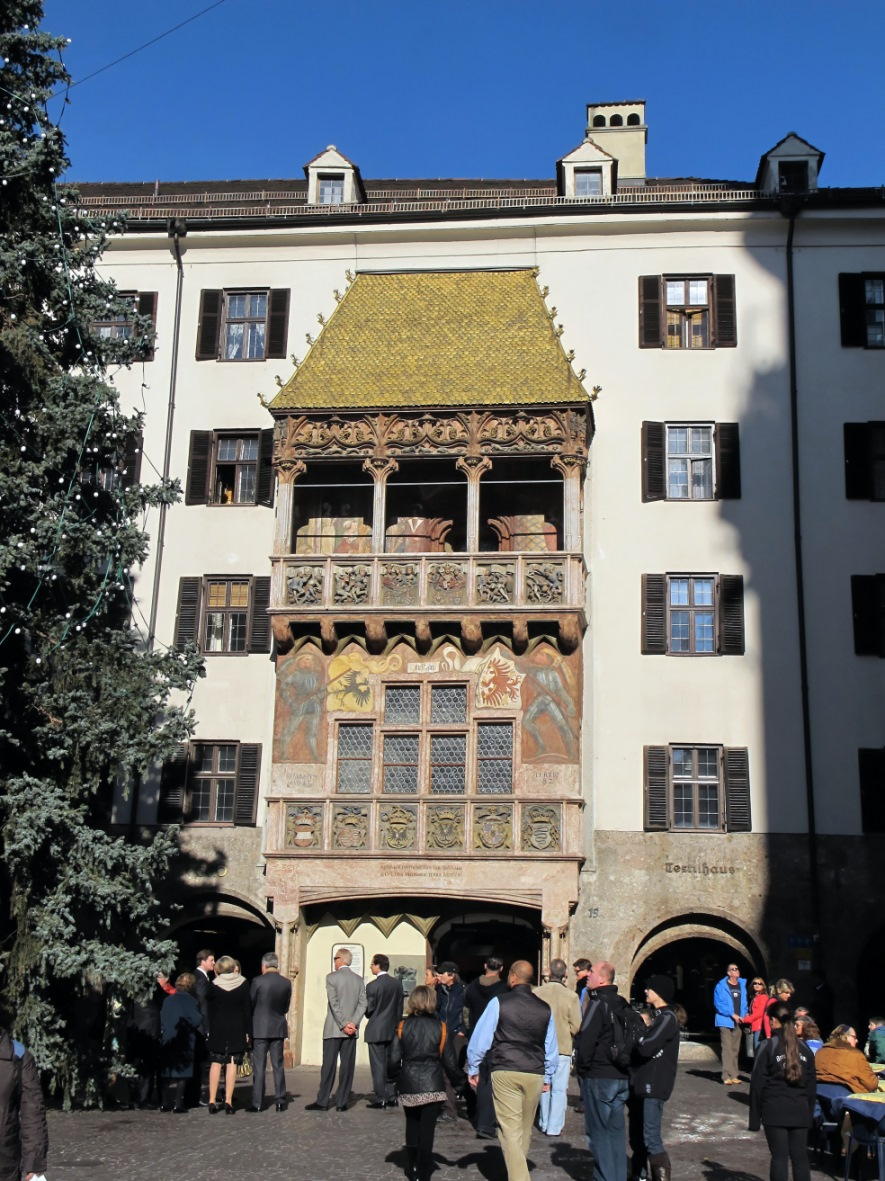
Goldenes Dachl (Tejado dorado) en Innsbruck, Austria

El Goldenes Dachl (en alemán), también llamado por su traducción al español Tejado o Tejadillo Dorado es una estructura localizada en la Ciudad Vieja (Altstadt) de Innsbruck, Austria. Está considerado el símbolo más famoso de la ciudad. Completado en 1500, la techumbre decorada con 2.738 azulejos cobrizos dorados conmemora la boda del emperador Maximiliano I con Blanca Maria Sforza. El emperador y su mujer utilizaron el balcón para observar festivales, torneos y otros acontecimientos en la plaza que el tejadillo preside.

## Descripción
El mirador está decorado con relieves y pinturas murales. La balaustrada del primer piso está adornada con ocho escudos de armas, seis de frente a la plaza y dos en los flancos, que representan los territorios de Maximiliano. Encima de los escudos de armas se encuentran frescos de Jörg Kölderer, pintados en 1500, mostrando dos caballeros que portan las banderas heráldicas del Sacro Imperio y del Condado del Tirol.

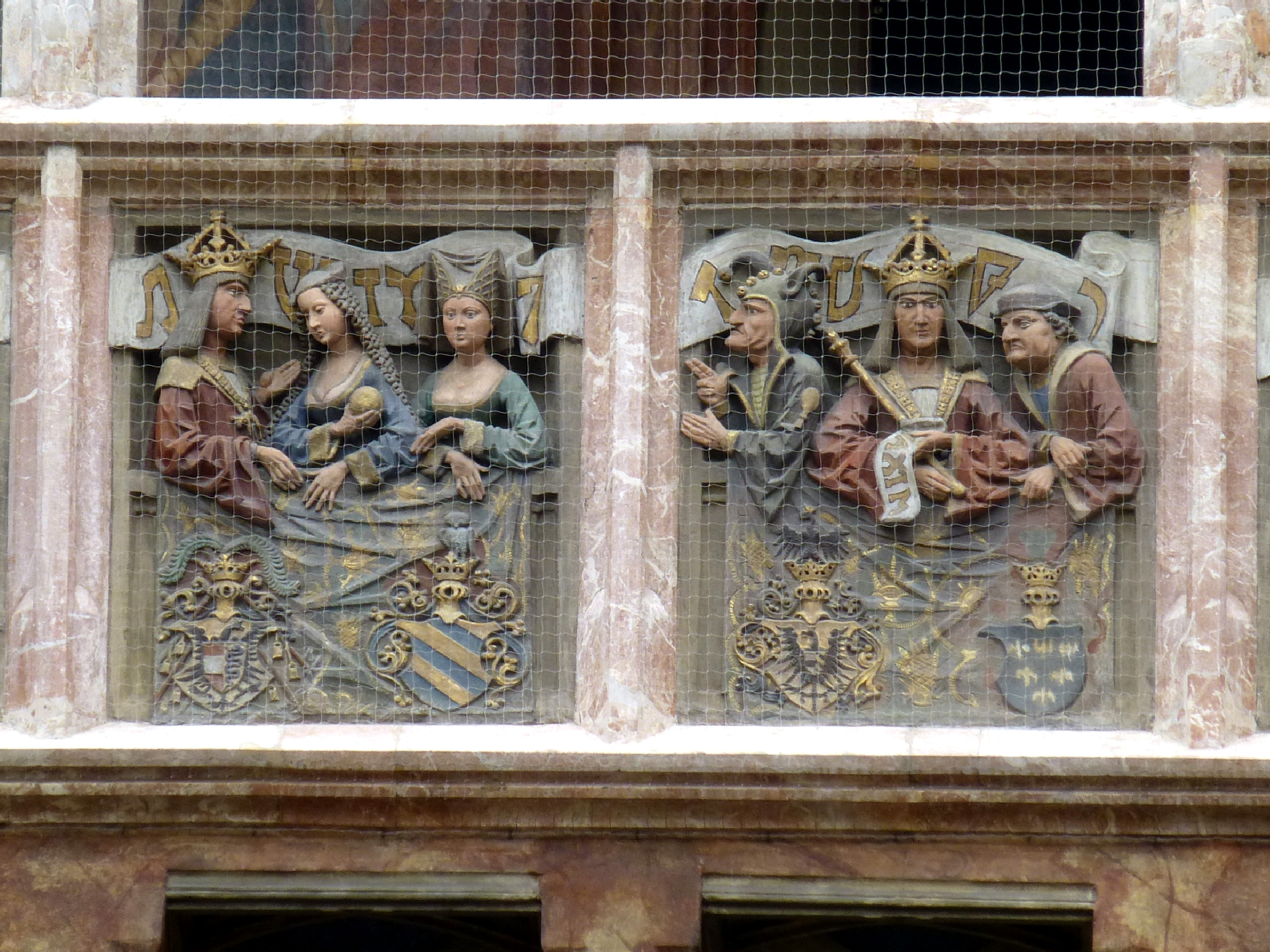
Relieves centrales del mirador

La balaustrada del segundo piso está decorada con ocho relieves, seis de frente a la plaza y dos flanqueando, relatando varios momentos de la vida de Maximiliano. Los dos relieves centrales muestran a Maximiliano. El izquierdo muestra al Emperador con su segunda mujer Blanca Maria Sforza, que tiene una manzana en la mano, y a su amada primera mujer María de Borgoña, a la derecha. El otro relieve central muestra al Emperador con bufón y su canciller. Los relieves laterales muestran bailarines moros en "bailes acrobáticos y grotescos"—una diversión popular de aquel tiempo. La danza mostrada en estos relieves exteriores es de origen andaluz.
Los frescos que adorna el interior de la logia fueron también pintados por Jörg Kölderer y muestran escenas de la vida aristocrática de aquel tiempo. Todas las decoraciones de la estructura actual son réplicas cuidadosamente ejecutadas. Los originales se encuentran en exhibición permanente en el Museo Estatal del Tirol, el Ferdinandeum.

## Historia
El edificio que alberga el Goldenes Dachl fue construido por el Archiduque Federico IV a principios del siglo XV como residencia del soberano del Tirol. El emperador Maximiliano  encargó el loggia en 1493 a Nikolaus Turing el Viejo, el arquitecto de la corte, con motivo de su matrimonio con Blanca Maria Sforza. Fue Turing  quién diseñó y construyó el techo dorado con sus 2.738 azulejos dorados.
El Goldenes Dachl fue diseñado para servir como lugar de ceremonias reales donde el Emperador y su séquito imperial pudieran sentarse y disfrutar de festivales, torneos y otros acontecimientos de la plaza. El Goldenes Dachl fue construido en honor del matrimonio de Maximiliano con Blanca Maria Sforza de Milán. No deseando alienar a los aliados obtenidos por su primer matrimonio con María de Borgoña, hay una imagen de él entre las dos mujeres pintada en el balcón.
Desde enero de 2003, el Goldenes Dachl alberga la oficina de la Convención Alpina Internacional. La Convención Alpina es una coalición  de ocho Países Alpinos unidos por un compromiso compartido con el desarrollo sostenible en los Alpes. Un museo, el Maximilianeum, se encuentra también en el edificio así como el Archivo de la ciudad de Innsbruck.

## Galería

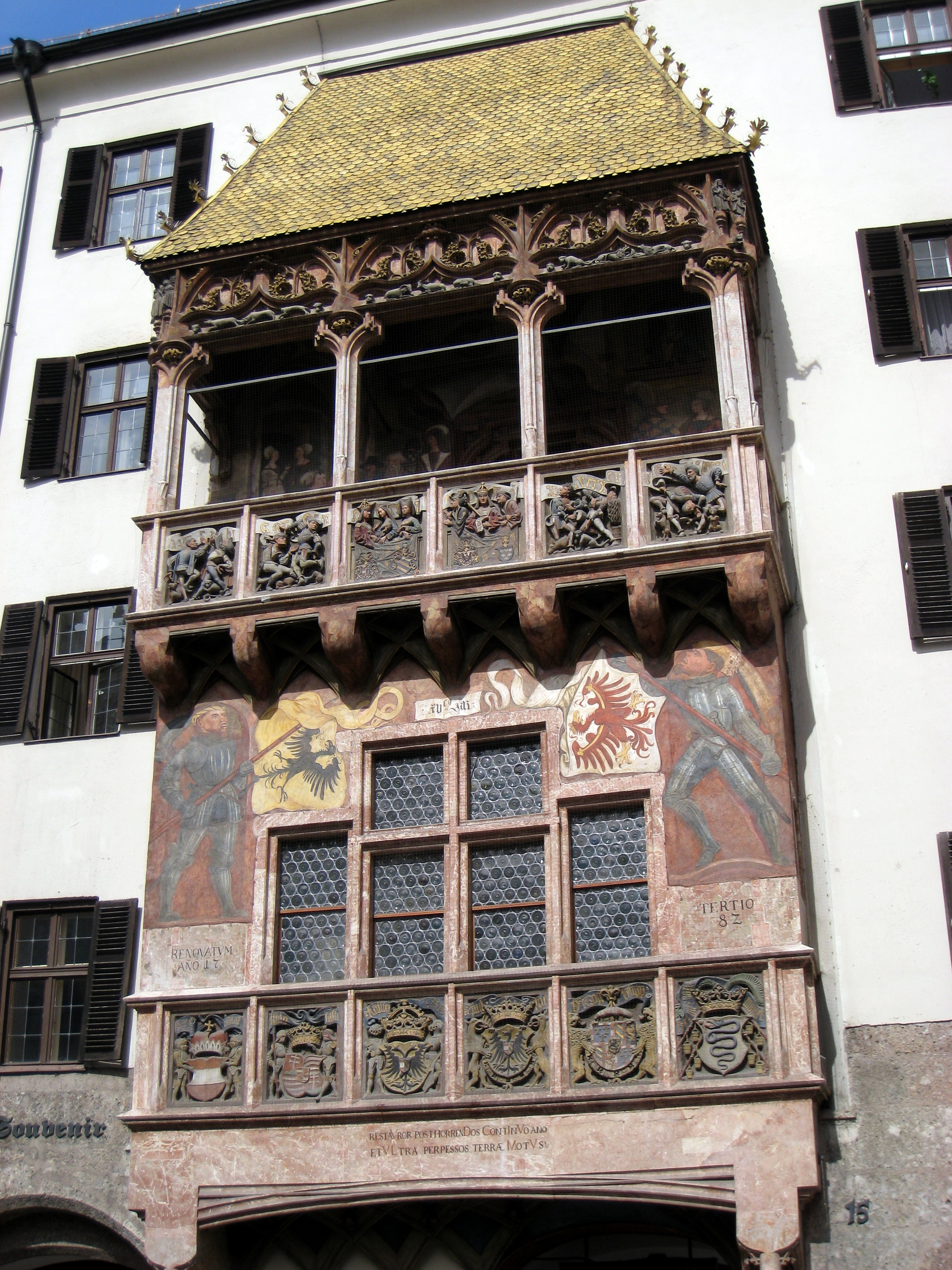
Goldenes Dachl
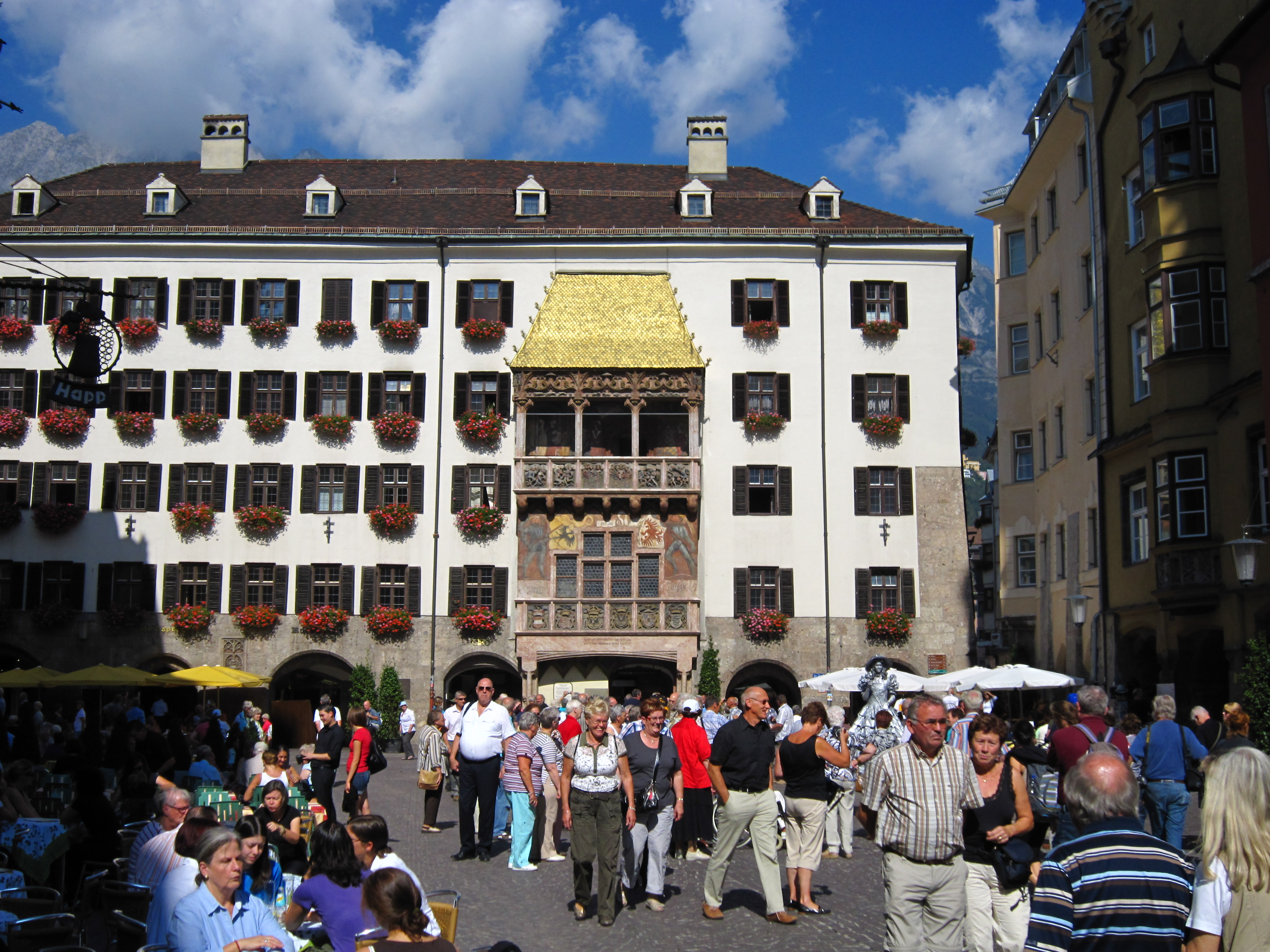
Goldenes Dachl en la Ciudad Vieja (Altstadt)
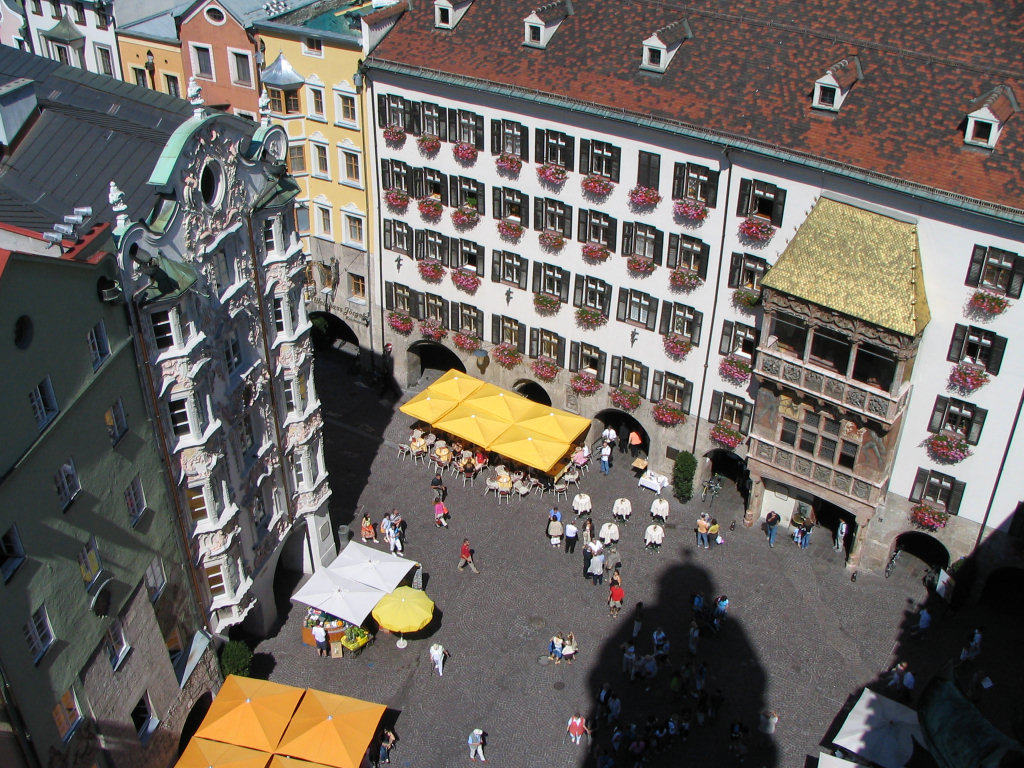
Goldenes Dachl desde la Torre de la ciudad (Stadtturm)
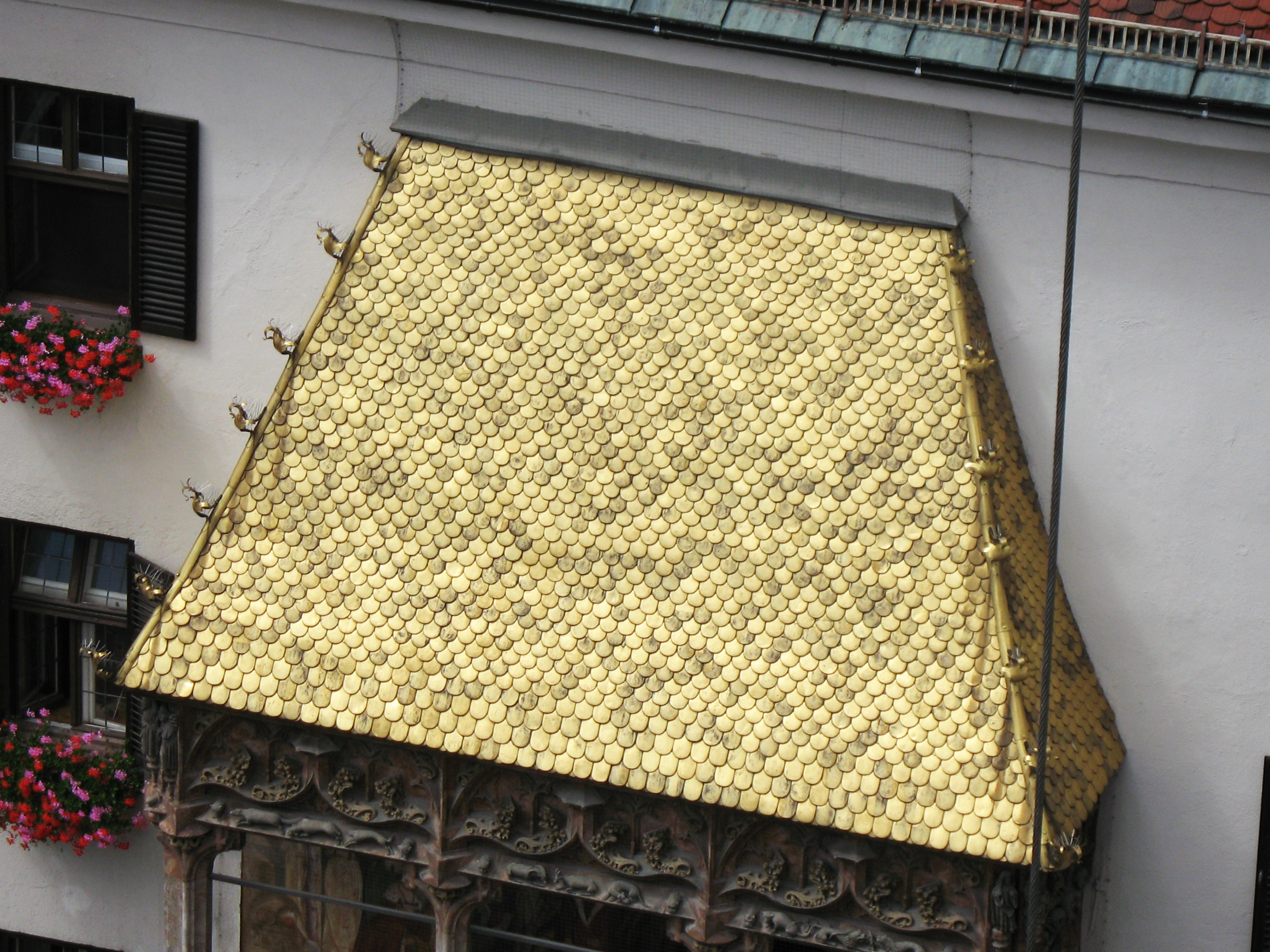
Goldenes Dachl